# Mars Reconnaissance Orbiter
Mars Reconnaissance Orbiter é uma sonda norte-americana que tem a finalidade de procurar evidências de existência de água, no passado remoto de Marte.
Trata-se de uma sonda enviada pela NASA, sob os cuidados do Laboratório de Jato-propulsão, que está encarregado de gerenciar esta sonda.
A sonda foi lançada em 10 de agosto de 2005, as 11h43 da manhã, da Estação da Força Aérea de Cabo Canaveral, situada no estado da Flórida, por um foguete da Lockheed Martin, modelo Atlas V 401.

## Água em Marte
A sonda deverá realizar fotografias de alta definição bastante detalhadas da superfície de Marte. Irá analisar rochas, irá procurar por água subterrânea, traços da maneira em que a água e a poeira se distribuem na atmosfera, além de monitorar o clima global do planeta.
Depois de sete meses de viagem até Marte, a sonda gastara cerca de seis meses executando a aerofrenagem. Ou seja, a sonda friccionou com as camadas superiores da atmosfera de Marte, reduzindo sua velocidade interplanetária, até atingir a sua órbita final, para só então iniciar seus estudo sobre Marte.
Estes estudos deverão auxiliar a determinar a existência de depósitos de minerais que tenham sido criados pela ação da água, procurará por praias, lagos e oceanos antigos, bem como camadas de solo que tenham sido criadas tempos atrás pelo fluxo das águas.
A sonda também estará apta a confirmar a existência de gelo sob o solo, de acordo com as descobertas da Mars Odyssey Orbiter, esclarecendo se o que foi detectado é o topo de uma profunda camada de gelo ou apenas um estrato congelado em equilíbrio com o vapor de água atmosférico, fornecendo dados sobre o ciclo sazonal deste estrato.

## Peso da sonda
A sonda pesa 2 180 quilogramas. Todos os instrumentos da sonda pesam no máximo 1 031 quilogramas, mais 1 149 quilogramas de propelente, que se destina as 

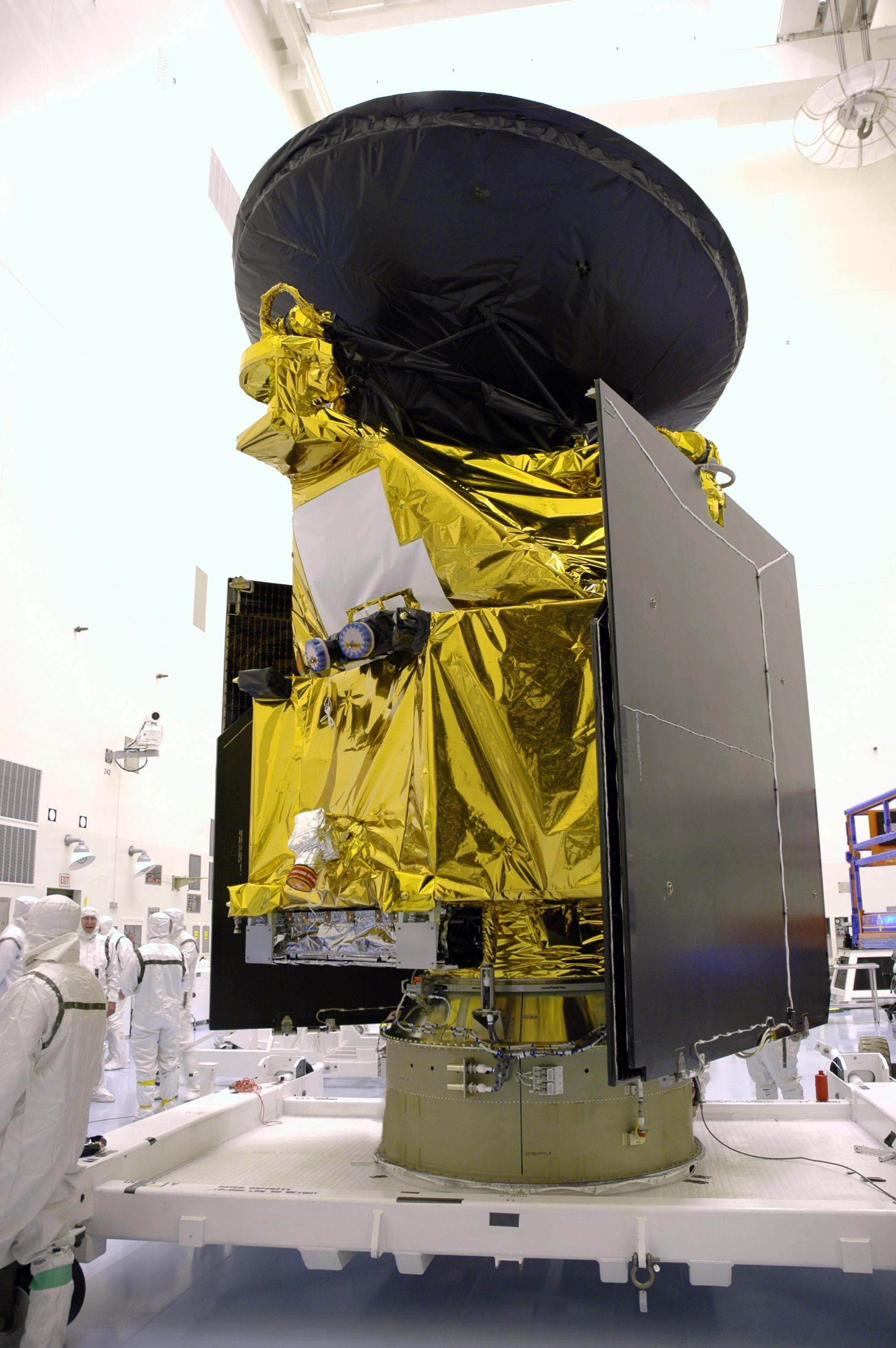
A sonda Mars Reconnaissance Orbiter (MRO)

necessárias correções da trajetória da sonda em direção a Marte, de modo a entrar corretamente na sua órbita.
O lançamento da sonda Mars Reconnaissance Orbiter, foi executado no mês de agosto, usando um foguete da Lockheed-Martin, modelo Atlas V-401.
O período de lançamento teve três semanas de duração, que foi de 10 até 30 de agosto. Sendo que em cada dia a janela de lançamento durava entre uma hora e 45 minutos a duas horas.

## Etapas do lançamento
As principais etapas do lançamento da sonda foram:
- Ignição do motor do primeiro estágio denominado de Atlas. Funcionou durante 4 minutos e acelerou o conjunto até 4,5 km/seg., colocou a nave a 112 km sobre a Terra.
- Desligamento do motor Atlas e sua separação do resto da nave.
- Ignição do motor do segundo estágio denominado de Centauro (Centaur). Houve a liberação do casulo protetor mecânico-térmico que envolve a sonda. Este é um tipo de foguete muito sofisticado, que controla a sua aceleração e a sua navegação de forma muito precisa, evitando que a luz do Sol incida sobre as câmeras da sonda, para que não sejam danificadas. Durante nove minutos e meio, seus motores foram acionados, colocando a nave em uma órbita estável, a 185 km da Terra.
- Depois de 33 minutos de órbita sobre a Terra, quando o conjunto estava apontando para Marte, os motores do Centauro foram novamente acionados durante 10 minutos.
- Após esta segunda ignição, Centauro apontou a sonda em direção ao Sol e rodou para o lado, liberando a sonda. Depois desta fase o motor Centauro manobrou para longe da sonda a fim de não colidir com ela e nem que a acompanha-se em direção a Marte.

## Cruzeiro
Depois do lançamento, quando a sonda estava estável e segura, iniciou a viagem de sete meses em direção a Marte. Este cruzeiro se encerrou, quando faltavam dois meses para chegar a Marte.

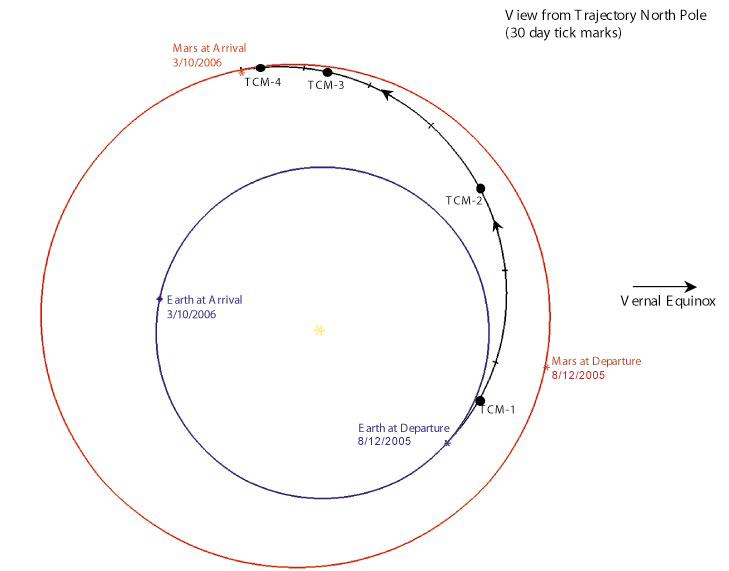
Cronograma do acionamento das correções de trajetória

Durante a fase de cruzeiro os instrumentos serão checados e calibrados. Incluindo os foguetes de manobra, a antena de alto-ganho (high-gain) e os giroscópios.
São previstas um total de cinco correções de trajetória. Três delas ocorreram durante a fase de cruzeiro.
Os pontos de correção de trajetória são denominados de TCM (Trajectory Correction Maneuvers). Sendo nesta etapa denominados de TCM-1, TCM-2 e TCM-3.
- TCM-1 deverá provavelmente ser a sua maior correção de trajetória.
- TCM-2 estava programado para ocorrer após 3 meses do lançamento.
- TCM-3 estava programado para ocorrer 40 dias antes de sua inserção na órbita de Marte.

## Aproximação
A fase de aproximação engloba os dois meses restantes para a chegada da sonda a Marte. Envolverão três atividades.	
- 1) Procedimentos de medição para determinar a posição e a trajetória da sonda;
- 2) Manobras de correção da fase final da trajetória. (TCM-4 e TCM-5);
- 3) Testes de engenharia do Experimento Óptico de Navegação. (Optical Navigation Experiment).

1) Posição e a trajetória da sonda
As duas primeiras medições fornecem precisamente a que velocidade a sonda está viajando e qual distância está da Terra.
- Doppler: Permite medir a velocidade que a sonda se afasta da Terra, medindo o deslocamento Doppler, das ondas de rádio. O deslocamento Doppler é a mudança aparente da freqüência das ondas de rádio ou da luz, quando a fonte ou o observador estiverem em movimento, um em relação a outro.
- Range (Distância): Mede o tempo que um sinal de rádio leva para ir da Terra até a sonda.

A terceira técnica permite determinar em que posição do céu a sonda está.
- Delta-Dor: Denominado de Delta-Differential One-way Ranging. Faz o uso de  dados obtidos de duas antenas distintas do Deep Space Network. Elas coletam dados de duas fontes. Da sonda e de uma conhecida fonte de rádio estelar. Através desta técnica, os controladores da missão puderam obter a posição angular e a distância da sonda.

2) Manobras de correção da trajetória
Utilizando-se os dados de navegação, o controle da missão poderá corrigir a trajetória, que poderá se feito até com a precisão de 0,5 m/seg. Tudo isso para garantir que a sonda chegue a uma altitude sobre Marte, com um erro máximo de 25 quilômetros.
Estavam previstas duas correções de trajetória (TCM-4 e TCM-5), quando da aproximação:
- TCM-4: Durante a fase final de aproximação, a sonda sofreu a sua última correção de trajetória em direção a região meridional de Marte, que foi acionado 10 dias antes da inserção da sonda em órbita de Marte;
- TCM-5: Trata-se de uma manobra de correção de emergência, caso a sonda possa entrar muito dentro da atmosfera de Marte. Alguns dias antes de sua inserção, a sonda armazenará em seus sistemas, dados para o seu possível acionamento. Serão duas oportunidades de acionamento. 24 horas ou 12 horas antes da inserção. Se a sonda chegar a Marte como previsto, TCM-5 não deverá ser acionado.

3) Testes do experimento óptico de navegação
No intervalo de tempo de 30 até 2 dias antes da entrada da sonda na órbita de Marte, ela coletou várias imagens das luas de Marte, Fobos e Deimos, através de um novo visualizador óptico de navegação que a sonda estará transportando.
Ele comparou a posição das duas luas de Marte com a que se previu, usando as estrelas do fundo como ponto de referência. A equipe da Terra pode saber com precisão qual a posição que o orbitador estava em relação a Marte.
Toda esta experiência será avaliada para que futuras missões a Marte possam navegar com bastante precisão. Os pousadores e os veículos exploradores deverão necessitar de uma navegação bastante precisa, para que possam chegar aos locais de pouso em toda a segurança.

## Preparação da sonda para a inserção
Na inserção da órbita de Marte, a configuração da sonda na sua fase de frenagem aerodinâmica parece muito com a sua configuração de cruzeiro, exceto pela posição da antena de alto-ganho que é movida a uma posição que equilibra os painéis solares, quando a sonda entrou na atmosfera superior de Marte. A parte mais pesada da nave espacial, composta pelo tanque de combustível do propulsor, torna a sonda muito estável.
Como os painéis solares são bastante grandes, 37,7 metros quadrados, cada passagem da sonda pela atmosfera, causará uma significativa diminuição de velocidade, que vai reduzir o tamanho de sua órbita.
A fricção causada pela atmosfera, provocará um aquecimento na sonda, mas seus componentes foram projetados para suportar o intenso calor. O controle da missão poderá manobrar a sonda a fim de regular o quanto profundamente ela entre na atmosfera.

## Frenagem aerodinâmica
Depois de sete meses de viagem até Marte, a sonda gastará cerca de seis meses executando a aerofrenagem. A sonda irá se friccionar com as camadas superiores da atmosfera de Marte, a fim de diminuir a sua velocidade, até atingir a sua órbita final, para então iniciar suas pesquisas sobre Marte. Suas órbitas iniciais serão bastante elípticas, tendendo posteriormente a uma órbita mais circular.

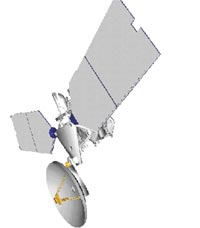
Configuração da sonda na fase de aerofrenagem.

A etapa de frenagem aerodinâmica será dividido em três fases:
1) Primeira fase ou entrada (Walk-in) - Duração de uma semana ou 5 órbitas.
O controle da missão deverá avaliar o estado da sonda quando ela se encontrar no periastro, ou seja, o ponto da órbita da sonda quando estiver mais próxima de Marte. Esta fase inicial será destinada a compreender a influência da densidade da atmosfera sobre a sonda e se ela está muito dentro ou fora da atmosfera.
2) Segunda fase  - Duração de 5 meses e meio ou 500 órbitas
É principal fase da frenagem aerodinâmica. A sonda atingiu uma altitude, onde a densidade da atmosfera é a ideal para a frenagem aerodinâmica. O controle da missão comandará a sonda para que ela obtenha uma grande redução de velocidade.
3) Terceira fase ou saída (Walk-out) - Duração de cinco dias ou 64 órbitas
É a fase de saída da frenagem aerodinâmica. Nos últimos dias da frenagem aerodinâmica, o controle da missão deverá aumentar o periastro, a fim que a sonda orbite mais vagarosamente. O apoastro deverá ser reduzido cerca de 450 km e o periastro estará fora da atmosfera, terminado assim a fase de frenagem aerodinâmica.
Após a frenagem aerodinâmica se seguiram as seguintes atividades:
- a) Manobras de ajuste da órbita. Durando duas semanas, serão efetuadas três pequenas manobras de correção de trajetória, para que a sonda inicie suas pesquisas e experimentos;
- b) Devido a conjunção entre Marte, Sol e Terra que vai acontecer entre 7 de outubro até 8 de novembro, as comunicações estarão prejudicadas pelo Sol. Neste período a sonda estará no modo denominada seguro e apenas aguardará novas instruções, sem proceder nenhuma atividade.

Somente após a conjunção solar, os controladores da missão deverão ajustar e configurar a sonda. Instrumentos deverão ser ligados, configurados, checados e calibrados para estarem prontos para iniciar a coleta de dados. Outros instrumentos deverão ser posicionados, ou abertos como a antena SHARAD e o espectrômetro CRISM.
As observações iniciais da superfície deverão ser feitas por todos os seus instrumentos, para observar seu funcionamento, conferir a qualidade das imagens e sua performance.

## Resumo dos instrumentos científicos
O Reconnaissance Orbiter Mission transporta um conjunto de novas tecnologias nunca antes utilizadas na pesquisa espacial.
- Câmera de Navegação Óptica - (Optical Navigation Camera (ONC))
- Sondador do Clima de Marte - (Mars Climate Sounder (MCS))
- Freqüência de Comunicação na banda Ka - (Ka band)

## Visão geral dos instrumentos científicos

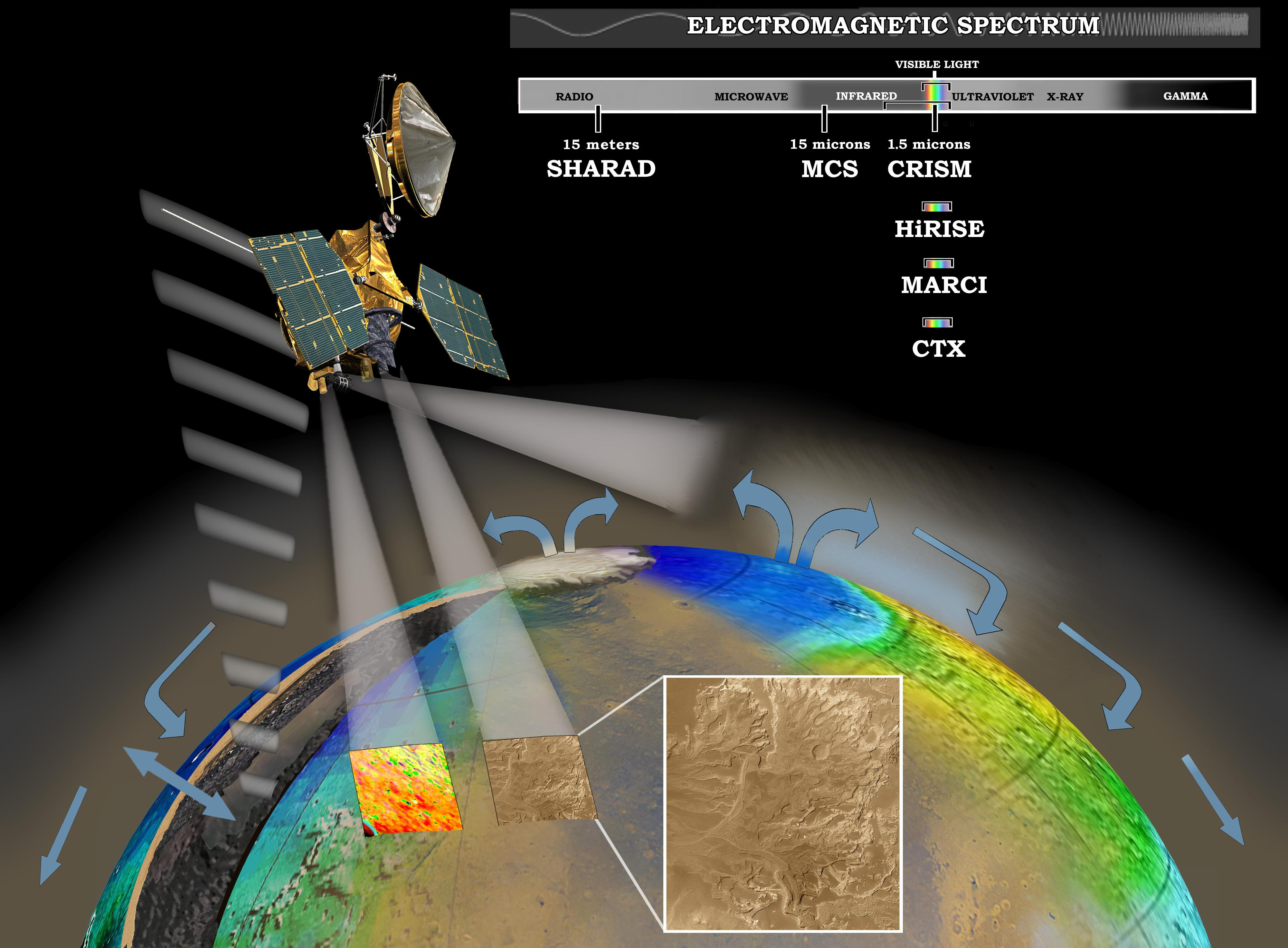
Concepção artística da ação dos instrumentos da sonda

Câmera de Navegação Óptica - (Optical Navigation Camera)
Trata-se de um novo tipo de câmera, mais avançada e mais precisa que as atuais câmeras que equipam as atuais sondas espaciais. O objetivo da câmera é permitir que a sonda siga uma trajetória mais precisa, pois as futuras missões vão exigir um pouso mais seguro e preciso dos pousadores ou de veículos exploradores, no solo de Marte. 
Sondador do Clima de Marte - MCS (Mars Climate Sounder)
Este instrumento deverá observar a temperatura, a umidade e a poeira da atmosfera de Marte. Com a finalidade de entender como funcionam o tempo e o clima de Marte e como eles variam.
Assim os cientistas tentarão compreender por que e como variam as capas polares, em função da energia recebida do Sol.
Como funciona a sonda climática
A sonda climática mede as alterações na temperatura da atmosfera ou a sua composição em função da altura. A sonda climática consegue enxergar a atmosfera por meio de 9 canais, indo da luz visível até o infravermelho.
Um canal é utilizado para ver a luz visível e próxima ao infravermelho (0,3-3,0 micrômetros). É usado para entender como a energia solar interage com a atmosfera e a superfície. Os outros oito canais se destinam a enxergar a faixa infravermelha (12-50 micrômetros), para medir a temperatura, pressão, vapor de água e poeira.
De sua órbita, a sonda climática observa o horizonte de Marte, analisando a atmosfera em fatias. Cada fatia terá 5 quilômetros de espessura. Estes perfis serão combinados diariamente, em um mapa do tempo tridimensional, seja na face iluminada ou na face escura de Marte.
Experiência nas telecomunicações
A sonda Mars Reconnaissance Orbiter deverá testar a radiofrequência denominada banda Ka, para poder realizar um grande aumento na performance das comunicações, utilizando bem menos energia, sendo que as futuras sondas as utilizarão.
O padrão de comunicações das sondas com as antenas da Terra é com o uso da radiofrequência na banda X. A banda Ka é o nome dado às frequências que sejam 4 vezes mais elevadas que as frequências da banda X (32 GHz comparada a 8 GHz da banda X).
Desta forma uma quantidade de dados muito maior será transmitida, uma vez que esta tecnologia agora está consolidada.

## Visão detalhada dos instrumentos e experimentos
A sonda está transportando um conjunto de instrumentos e de experimentos. São eles: 
- Seis instrumentos científicos
- Três instrumentos de engenharia
- Duas experiências científicas

1) Instrumentos científicos
Durante a fase primária da missão que vai durar dois anos, o Mars Reconnaissance Orbiter deverá conduzir oito diferentes tipos de investigações sobre Marte que se dividem em três grupos: mapeamento global, pesquisa regional e fotos de alta definição para determinados pontos específicos do planeta.
Câmeras
HiRISE (High Resolution Imaging Science Experiment)

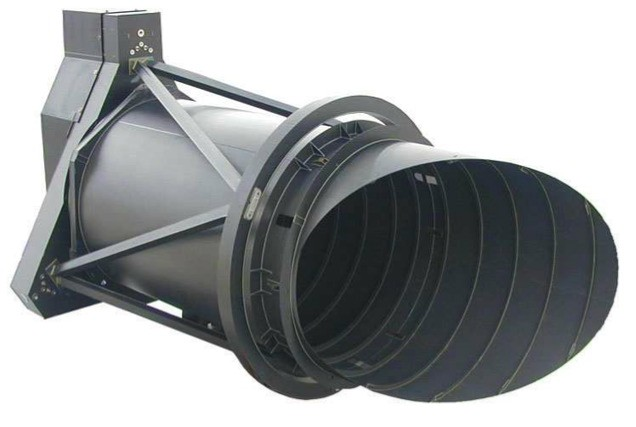
HiRISE - Câmera de alta resolução

Esta câmera usa a luz visível e pode capturar objetos de pequena escala, como fragmentos de rochas, valas. Pode analisar as estruturas geológicas dos cânions, das crateras e das camadas de solo.
CTX (Context Camera)
Esta câmera fornece uma imagem de uma grande área e em alta resolução e ajuda a compor as imagens obtidas pelas câmeras HiRISE e CRISM.
MARCI (Mars Color Imager)
Esta câmera destina-se a monitorar as nuvens e as tempestades de areia de Marte.
Espectrômetros
CRISM (Compact Reconnaissance Imaging Spectrometer for Mars)

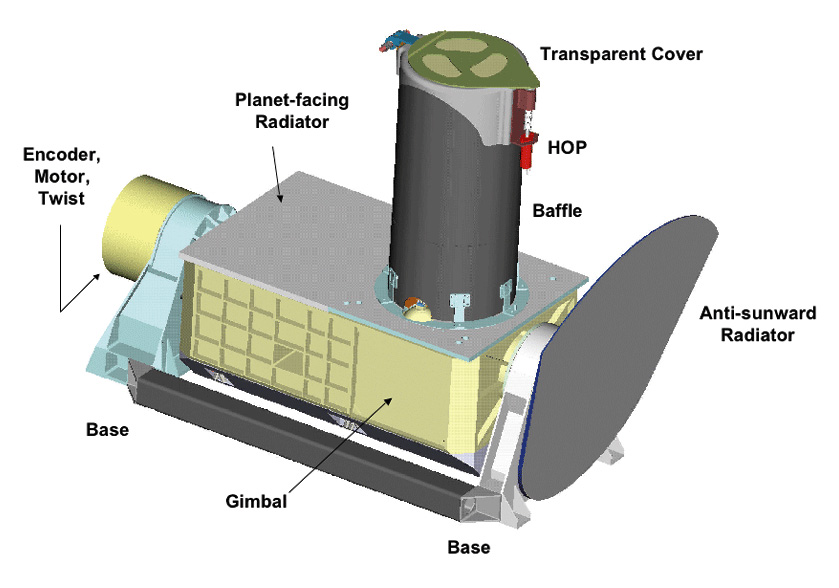
CRISM - Espectrofotômetro coloridos

Este instrumento divide a luz visível e a luz infravermelha, em imagem com centenas de "cores" , que ajudam a identificar os minerais, especialmente aqueles que foram formados pela presença da água, em áreas não muito maiores que um campo de futebol.
Radiômetro
MCS (Mars Climate Sounder)
Este equipamento deverá detectar variações de temperatura, poeira e concentrações de vapor de água na atmosfera de Marte.
Radar
SHARAD (Shallow Radar)
Este radar sonar, deverá pesquisar abaixo da superfície de Marte à procura de gelo, a uma profundidade um pouco maior que um metro.
2) Instrumentos de engenharia
Os três instrumentos destinados a auxiliar a sonda na navegação e comunicações são:
- Electra UHF Communications and Navigation Package

Permite que a sonda funcione como um satélite de retransmissão de dados para os pousadores, pois eles podem não ter energia suficiente para transmitir diretamente todos os dados para a Terra.
- Optical Navigation Camera

A câmera está sendo testada para ser avaliada e será utilizada nas futuras viagens a Marte, onde será exigido a mais alta precisão para garantir um pouso preciso, para os futuros pousadores e veículos exploradores.
- Experimento de transmissão na banda Ka

O Mars Reconnaissance Orbiter usará esta alta freqüência de transmissão de dados para acelerar o envio de dados e para consumir menos energia ao transmiti-los.
3) Demais experimentos científicos
Na sonda serão conduzidas dois experimentos científicos, são eles:
- Experimento para pesquisar o campo gravitacional

Uma vez mapeado o campo gravitacional do planeta, os cientistas estarão aptos a entender a geologia da superfície e próximo a ela e os processos que produziram a atual topografia do planeta.
- Experimento de pesquisa da atmosfera pelos acelerômetros

Durante a fase de frenagem aerodinâmica, os cientistas coletarão dados através dos acelerômetros da sonda, para entender a estrutura da atmosfera de Marte.

## Retransmissor de dados
Quando encerrar a sua fase primária que deverão durar dois anos e terminará em 21 de dezembro de 2010, a sonda funcionará como um retransmissor de dados para outras sondas (relay), pousadores ou veículos exploradores em Marte.
Contudo, a sonda foi projetada para transportar bastante propelente para permanecer operacional durante mais 5 anos adicionais em Marte se for necessário, para apoiar as futuras missões a Marte.
A sonda poderá receber dados de qualquer ponto do planeta, de uma a duas vezes por dia.
Mars Reconnaissance Orbiter fornecerá três tipos de serviços de comunicações para as futuras sondas:
1) Serviço de navegação
Servirá de apoio para a navegação das sondas que chegarem a Marte e fornecerá a localização precisa de pousadores e veículos no solo de Marte.
Com um mês ou mais de antecedência de chegada de uma nova sonda a Marte, a antena de alto-ganho da Mars Reconnaissance Orbiter deverá ser apontada para a nova sonda e depois enviar os sinais recebidos para Deep Space Network. Assim definirá com precisão a posição da sonda que chega.
Poderá ainda fornecer um Dopller preciso que combinado com a posição exata do Mars Reconnaissance Orbiter, localizará com precisão os pousadores e veículos exploradores no solo de Marte.
2) Transmissão de dados
Com este serviço será fornecido um serviço de banda larga para a transmissão de dados entre a Terra e os pousadores e veículos exploradores. Mesmo que eles estejam no lado de Marte, oposto a Terra, ou em algum ponto que não possa ser acessado pelas transmissões da Terra, Mars Reconnaissance Orbiter fornecerá um meio de comunicação veloz e diário.
3) Serviço de hora certa
Fornecerá a hora certa para pousadores e veículos exploradores.

## Comunicações com a Terra
Mars Reconnaissance Orbiter poderá comunicar-se com as antenas da Deep Space Network da Terra, usando dois tipos de ondas de rádio:
Banda X: É o atual padrão de comunicações, na qual poderá enviar a Terra informações 10 vezes mais velozmente, que qualquer outra missão anterior.
Banda Ka: Ainda em fase de testes, utiliza uma freqüência 4 vezes mais alta que a da banda X e deverá transmitir dados de uma forma muito veloz. 	   	
Como a sonda gasta cerca de 1/3 de seu tempo orbitando atrás de Marte, isso impede as comunicações. Sobram 16 horas de rastreamento, mas apenas 10 a 11 horas úteis por dia, para o envio de dados a Terra. Os dados serão transmitidos numa velocidade de 0,5 até 4 megabytes por segundo, de tal forma que a sonda deverá enviar para a Terra durante 700 dias de sua missão primária, cerca de 34 terrabits de dados.
Isto vai significar de 10 a 20 vezes mais dados que a soma de todos os dados enviados de todas as missões anteriores a Marte.

## Fase atual da sonda
Em 10 de março de 2006 a sonda teve sucesso em entrar em órbita em torno de Marte.
Em 30 de agosto de 2006, durante a 445º órbita, os foguetes de propulsão da sonda foram acionados para encerrar a fase de aerofrenagem e posicionar a sonda em uma órbita baixa.
Em 6 de setembro de 2006, um novo ajuste na órbita da sonda foi efetuada. A sonda apresenta uma órbita bastante circular, orbitando sobre o polo norte e sobre o polo sul a fim de melhor poder observar toda a superfície do planeta.
Em 20 de setembro de 2006 a SHARAD - Shallow Subsurface Radar, uma antena da sonda foi estendida e colocada em funcionamento.
Atualmente a sonda entrou em sua fase de pesquisa do planeta vermelho.